# شداد
شَدّاد از نوادگان ارم بن عاد بن عوض طبق روایات اسلامی، یکی از دو فرزند عاد بود که ادّعای خدایی داشت، و باغ و قصری -برای مقابله با بهشت مورد وعده دین خدا-  در صحرای عَدَن، بین صنعا و حَضْرموت، بنا کرد. براساس آیات ۶ تا ۸ سوره فجر در قرآن، که صحبت از «ارم و عاد» شده معلوم می‌شود آن، شهری آباد و بی‌نظیر و دارای قصرهای با شکوه و ستون‌های برافراشته بوده‌است. در توصیف بهشت شدّاد، مفسّران گفته‌اند: در آن، قصرهایی از طلا و نقره و ستون‌هایی از زبرجد و یاقوت و درختان گوناگون و جویبارهایی، جاری بوده‌است که به جای ریگ، مروارید و یاقوت و زبرجد در قعر جوها، ریخته و آن از زیر آب پیدا بود. وقتی ساخت قصر تمام شد و شدّاد خواست پایتخت خود را به آن جا منتقل کند، به اندازه یک شبانه روز راهِ کاروان‌رو مانده بود که به آن‌جا برسد، که خدا صیحه‌ای بر آن‌ها فرستاد و نابودشان کرد.